# 라야와 마지막 드래곤
"라야와 마지막 드래곤"(영어: Raya and the Last Dragon)은 2021년 개봉한 미국의 액션 모험 판타지 애니메이션 영화이다. 디즈니 애니메이션 작품으로 인도네시아계 디즈니 프린세스를 다룬다고 한다. 돈 홀과 카를로스 로페스 에스트라다가 감독을, 아델 림이 각본을 맡았다.
기존 2020년 11월 25일에 북미 개봉 예정이었으나, 코로나19 범유행으로 인해 개봉이 2021년 3월 5일로 연기되었다. 2021년 3월 5일, 북미에서는 극장과 디즈니+에서 동시 공개되었다.

## 줄거리
용과 인간이 함께 사는 번성했던 쿠만드라는 모든 생물을 석화시키는 정신 없는 영혼 드룬에 의해 황폐해진다. 마지막 용인 시수는 마법을 보석에 집중시켜 드룬을 물리치고 쿠만드라 사람들을 되살리지만 용들은 되살리지 못한다. 보석을 차지하기 위한 권력 다툼은 쿠만드라 사람들을 거대한 용 모양의 강을 따라 위치한 송곳니, 심장, 척추, 발톱, 꼬리라는 다섯 개의 군장국가로 나눈다.
500년 후, 심장 부족의 벤자 추장은 보석을 계속 소유하며 어린 딸이자 전사 공주인 라야를 훈련시켜 이를 보호한다. 쿠만드라가 다시 하나가 될 수 있다고 믿는 벤자는 다섯 부족 모두를 위한 잔치를 연다. 잔치 중 라야는 송곳니 부족의 공주인 나마아리와 친구가 되고, 나마아리는 라야에게 용 펜던트를 선물한다. 라야는 나마아리를 믿고 보석이 있는 방을 보여주지만, 나마아리는 송곳니 부족이 보석을 훔치는 것을 돕기 위한 계획의 일환으로 그녀를 배신한다. 공격 소식을 듣고 벤자와 다른 부족들이 도착하여 보석을 놓고 싸우다가 보석을 다섯 조각으로 부러뜨린다. 보석의 파괴는 심장 땅을 빠르게 장악하는 드룬을 풀어놓는 균열을 만든다. 부족장들은 각자 보석 조각을 훔쳐 도망친다. 벤자는 물이 드룬을 막는다는 것을 알아차리고 석화되기 전에 라야를 강에 던져 그녀를 구한다.
6년 후, 라야는 시수를 찾기 위해 쿠만드라를 횡단하며 그녀가 또 다른 보석을 만들고 드룬을 물리치기를 희망한다. 꼬리 부족에서 라야는 시수를 소환하고, 시수는 자신이 보석을 만든 것이 아니라 자신의 네 형제자매를 대신하여 보석을 휘둘렀으며, 모두가 자신의 마법을 보석에 기여했다고 밝힌다. 인간으로 변장한 라야와 시수는 보석의 네 조각을 되찾아 재조립하고, 그것을 사용하여 드룬을 물리치고 석화된 사람들을 되살리기로 결심한다. 도중에 그들은 꼬리 부족의 어린 식당 주인 분, 발톱 부족의 아기 사기꾼 꼬마 노이, 척추 부족의 전사 통을 만난다. 이들은 모두 드룬에게 사랑하는 사람들을 잃었다. 송곳니 부족을 위해 보석 조각을 얻기를 희망하는 나마아리는 라야를 추격한다. 그들이 얻는 각 보석 조각은 시수에게 그녀의 형제자매 중 한 명의 마법 능력을 부여하므로, 새로운 동료들을 경계하는 라야는 시수가 변장한 상태를 유지하도록 고집한다. 척추 부족에서 시수는 나마아리로부터 라야를 구하기 위해 마침내 자신의 정체를 드러낸다.
송곳니 부족에서 시수는 라야에게 마지막 조각을 훔치는 대신 나마아리와 동맹을 제안하도록 설득한다. 신뢰의 표시로 라야는 나마아리가 몇 년 전에 자신에게 주었던 펜던트를 돌려준다. 송곳니 부족에 대한 책임감과 드룬을 물리치는 것을 돕고 싶은 소망 사이에서 갈등하던 나마아리는 쇠뇌로 일행을 위협한다. 시수는 나마아리를 진정시키려 하지만, 라야는 나마아리의 손가락이 방아쇠에 움직이는 것을 보고 채찍 칼로 공격하여 쇠뇌가 발사되어 시수를 죽게 한다. 시수가 죽자 모든 물이 사라지고 드룬이 왕국을 장악한다.
격분한 라야는 나마아리를 추격하고, 두 사람은 싸우는 동안 다른 사람들은 보석 조각을 사용하여 송곳니 부족 사람들을 대피시키는 것을 돕는다. 그들의 힘이 약해지는 와중에도 말이다. 라야는 나마아리를 죽이려 하지만, 나마아리가 다른 사람들을 믿지 못했던 라야의 불신이 시수의 죽음을 초래했다고 상기시키자 진정하고 다른 사람들을 돕기 위해 간다. 보석 조각의 힘이 다 떨어지고 드룬이 그들의 무리에 가까워지자, 라야는 신뢰가 어떻게 시수가 세상을 구할 수 있었는지 기억한다. 그녀는 다른 사람들에게 단합하여 보석을 재조립하도록 촉구하며, 자신의 보석 조각을 넘겨주고 드룬이 자신을 석화시키도록 허용함으로써 나마아리에 대한 믿음을 보여준다. 분, 통, 노이, 그리고 옹이들도 뒤를 따르고, 나마아리도 석화되기 전에 보석을 재조립한다. 이 행동은 쿠만드라 전체에 퍼지는 충격파를 일으켜 드룬을 물리치고 물을 회복시키고 시수를 되살리는 용들을 포함한 모든 사람들을 되살리는 마법의 폭풍을 소환한다. 일행이 사랑하는 사람들과 재회한 후, 부족들과 용들은 심장 부족에 모여 다시 쿠만드라로 단합한다.

## 성우진
| 배역                    | 영어 성우               | 한국어 성우                 |
| ----------------------- | ----------------------- | --------------------------- |
| 라야                    | 켈리 마리 트랜          | 김영은                      |
| 시수                    | 아콰피나                | 김옥경                      |
| 나마리                  | 제마 챈 조나 샤오(아역) | 곽규미 김미랑(아역)         |
| 심장의 땅 족장 벤자     | 대니얼 대 킴            | 최한                        |
| 송곳니의 땅 족장 비라나 | 샌드라 오               | 전숙경                      |
| 텅                      | 베네딕트 웡             | 손종환                      |
| 본                      | 아이작 왕               | 김지성(아역)                |
| 노이                    | 탈리아 트랜             | 불명                        |
| 툭툭                    | 앨런 튜딕               | 없음                        |
| 발톱의 땅 족장 당후     | 루실 숭                 | 이경자                      |
| 꼬리의 땅 족장          | 패티 해리슨             | 정현경                      |
| 척추의 땅 족장          | 로스 버틀러             | 백승철                      |
| 아티타야 장군           | 디천 래크먼             | 배정미                      |
| 댕하이                  | 성 강                   | 안용욱                      |
| 차이                    | 덤파운데드              | 정승욱                      |
| 완                      | 프랑수아 차우           | 홍진욱                      |
| 상인                    | ―                       | 이경자, 홍진욱, 안용욱      |
| 기타                    | ―                       | 설가은 (아역), 김규동(아역) |

### 우리말 연출
- 대사 연출: 박원빈
- 대사 번역: 이레
- 노래 연출: 이나리메
- 노래 개사: 민연재, 박원빈
- 더빙 스튜디오: 애드원
- 믹싱 스튜디오: SHEPERTON INTERNATIONAL
- 크리에이티브 수퍼바이저: 이유미
- 한국어 제작: Disney Character Voices Internatioanl,Inc.

## 개봉 전 정보
- 2019년 D23 엑스포에서 제작 공식 발표했다.